# أرنور غوديونسن
أرنور غوديونسن ( في ريكيافيك) (بالفرنسية: Arnór Guðjohnsen) لاعب كرة قدم آيسلندي معتزل كان يجيد اللعب في مركز المهاجم . وهو أيضا والد ومدير أعمال مهاجم نادي برشلونة إيدور .
لعب غوديونسن في أندية فيكينغور (1978) لوكيرين (1978-1983) آندرلخت (1983-1990) بوردو (1990-1992) هاكين (1993) أوريبرو (1994-1998) فالور (1998-1999) ستيارنان (2001) .
ساهم غوديونسن في تتويج نادي آندرلخت ببطولة دوري الدرجة الأولى 3 مرات في 1984/1985 ، 1985/1986 ، و1986/1987 وببطولة كأس بلجيكا مرتان 1987/1988 و1988/1989 وببطولة كأس السوبر البلجيكي 3 مرات في 1985 ، 1986 ، و1987 .
شارك غوديونسن مع منتخب آيسلندا في 73 مباراة دولية مسجلاً 14 هدف في الفترة من 1979 إلى 1997 . سجل أرنور اسمه في سجل الأرقام القياسية بمشاركته مع ابنه إيديور في مباراة دولية واحدة حيث كان يبلغ من العمر 34 سنة بينما كان إيديور يبلغ من العمر 17 سنة وكانت أمام منتخب إستونيا في 24 أبريل 1996 .

## مسيرته الكروية
لعب أرنور غوديونسن خلال مسيرته الاحترافية مع 8 أندية في خمسة وعشرون موسمًا وسجل خلالها 136 هدف ضمن 524 مباراة. حيث فاز في موسمين بالكأس وفي ثلاثة مواسم بالدوري.
خاض أرنور غوديونسن مسيرته مع نادي فيكينغور ما بين عامي 1978 و1979 لمدة موسم واحد، مشاركًا في 12 مباراة سجل خلالها 7 أهداف. ثم انتقل إلى نادي لوكيرين في موسم 1978–79 ليلعب معه خمسة مواسم، حيث شارك في 138 مباراة سجل خلالها 26 هدفًا. لينتقل بعدها إلى نادي رويال أندرلخت في موسم 1983–84 ليلعب معه سبعة مواسم، مشاركًا في 139 مباراة سجل خلالها 40 هدف. ثم انتقل إلى نادي جيروندان بوردو في موسم 1990–91 ولمدة موسمين، مشاركًا في 52 مباراة سجل خلالها 8 أهداف. هذا وانتقل لاحقًا إلى نادي هكن ما بين عامي 1993 و1994 لمدة موسم واحد، مشاركًا في 24 مباراة سجل خلالها 4 أهداف. ثم انتقل بعدها إلى نادي أوربرو في موسم 1994 ليلعب معه خمسة مواسم، مشاركًا في 100 مباراة سجل خلالها 24 هدفًا. ليعود وينتقل من جديد، لكن هذه المرة إلى نادي فالور في موسم 1998 واستمر معه طيلة ثلاثة مواسم، مشاركًا في 41 مباراة سجل خلالها 22 هدفًا. لينتقل بعدها إلى نادي ستيارنان ما بين عامي 2001 و2002 لمدة موسم واحد، مشاركًا في 18 مباراة سجل خلالها 5 أهداف.

## روابط خارجية
- أرنور غوديونسن على موقع الاتحاد الأوربي (الإنجليزية)
- أرنور غوديونسن على موقع قاعدة بيانات كرة القدم.إي يو (الإنجليزية)
- أرنور غوديونسن على موقع ليكيب (الفرنسية)
- أرنور غوديونسن على موقع ناشيونال فوتبول تيمز (الإنجليزية)